# Euphyia intermediata
Euphyia intermediata är en fjärilsart som beskrevs av Achille Guenée 1858. Euphyia intermediata ingår i släktet Euphyia och familjen mätare. Inga underarter finns listade i Catalogue of Life.

## Bildgalleri

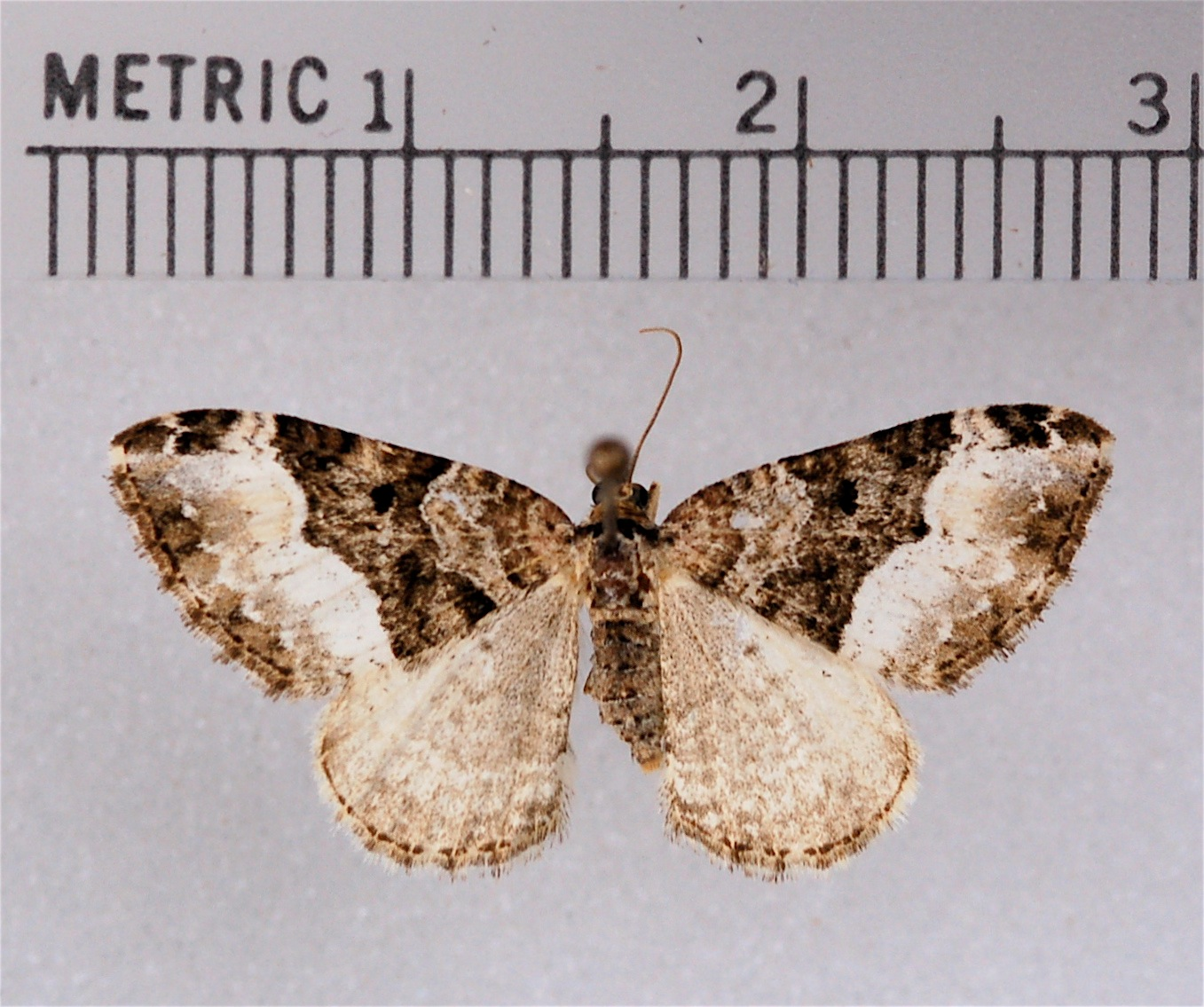